# Issuf Sanon
Issuf Sanon (auch Yusuf Sanon; ukrainisch Іссуф Санон; * 30. Oktober 1999 in Donezk) ist ein ukrainischer Basketballspieler.

## Laufbahn
Sanon wurde als Sohn einer ukrainischen Mutter und eines burkinischen Vaters in Donezk geboren. Er begann im Alter von sieben Jahren mit dem Basketball. Im Spieljahr 2016/17 erhielt er erste Einsätze in der Herrenmannschaft des Erstligisten BK Dnipro. Nachdem er zuvor auf internationaler Ebene weitgehend unbekannt war, machte Sanon mit seinen Leistungen bei der U18-Europameisterschaft im Sommer 2018 nachdrücklich auf sich aufmerksam. Während des Turniers in der Slowakei erzielte er in sieben Begegnungen im Durchschnitt 19,3 Punkte, 6,1 Rebounds, 3,4 Ballgewinne sowie 2,7 Korbvorlagen. Im Januar 2018 wechselte Sanon zum slowenischen Spitzenverein KK Union Olimpija.
Beim Draft-Verfahren der NBA im Juni 2018 sicherten sich die Washington Wizards in der zweiten Auswahlrunde (44. Stelle) die Dienste am Ukrainer. Die Mannschaftsleitung beabsichtigte, Sanon in der Sommerliga der NBA einzusetzen und ihn anschließend weiterhin in Europa spielen zu lassen, um dort Erfahrung und nach dem Vorbild Tomas Satoranskys möglichst zu einem späteren Zeitpunkt in die NBA zu wechseln. 2019 wechselte er zu BK Dnipro zurück. Im April 2022 schloss er sich dem litauischen Erstligisten KK Šiauliai an.
Zur Spielzeit 2022/23 wechselte er zum ukrainischen Verein BC Prometey, der wegen des russischen Überfalls auf die Ukraine in die lettische Hauptstadt Riga umzog. Im Sommer 2024 wurde Sanon vom BK VEF Rīga verpflichtet. Mit der Mannschaft gewann er in der Saison 2024/25 den Meistertitel in der estnisch-lettischen Liga Est-Lat-BL und wurde als bester Spieler der Saison ausgezeichnet.
Sanon nahm Anfang August 2025 ein Angebot von Śląsk Wrocław aus Polen an.